# 多荣
多榮（1999年5月14日—），本名任多榮，韓國女歌手，STARSHIP娛樂旗下女子組合宇宙少女及小分隊WONDER組成員，在隊中擔任領唱。2016年2月25日以宇宙少女成員身份，發行首張迷你專輯《WOULD YOU LIKE?》正式出道。2020年10月7日以宇宙少女小分隊CHOCOME成員身份發行首張單曲《Hmph! (흥칫뿡)》出道。

## 经历

### 出道前
- 2011年，13歲時曾參加選秀節目《K-pop Star 1》。
- 2015年12月10日，STARSHIP娛樂 公開「Wonder 組」三位成員 ─ 程瀟、苞娜、多榮的宣傳照與基本資料。[1]。

2015年12月22日，恩熙、程瀟、EXY、多榮、苞娜、雪娥、美岐、多願演唱《All I Want For Christmas is You》。
2015年12月30日，出演 UNIQ 新曲《Happy New Year》MV。

### 2016年：以宇宙少女出道、企划组合 Y Teen

#### 以宇宙少女出道
2月25日，以宇宙少女身份出道。

#### 企划组合 Y Teen
8月3日，多榮與宇宙少女6名成員（雪娥、秀斌、恩熙、程瀟、夏天及EXY）與男子組合MONSTA X的7名成員组成限定版的男女混合團“Y Teen”。8月6日，公開限定組合“Y Teen”《Do Better》的MV。

### 宇宙少女子团体Chocome
2020年10月7日，随宇宙少女子团“Chocome”发行子团首张单曲《Hmph (흥칫뿡)》。

## 影視作品

### 電視劇
| 年份 | 電視台 | 劇名       | 角色                          | 性質 | 集數   |
| 2017 | KBS2   | 最佳的一擊 | 練習生                        | 客串 | 4、6   |
| 2020 | tvN    | 女神降臨   | MOVE Entertainment 旗下模特兒 | 客串 | 15、16 |

### 網路劇
| 年份 | 電視台   | 劇名     | 角色   | 性質   | 集數 |
| 2020 | Kakao TV | 戀愛革命 | 吳雅藍 | 女配角 | 全劇 |

### 綜藝節目

#### 固定出演
| 日期                          | 電視台     | 節目名稱                | 備註                                 |
| 2011年10月15日 - 2012年2月5日 | SBS        | 《K-pop Star 1》        | E01-10                               |
| 2018年4月19日－ 9月20日       | MBC every1 | 《Weekly Idol》         | 《蒙面偶像，你的名字是？》環節 共5集 |
| 2018年9月16日                 | KBS2       | 《都市傳說》            | E02 試播節目                         |
| 2018年12月26日－ 1月30日      | Channel A  | 《Water Girls》         | E01－06                              |
| 2019年6月3日－ 7月22日        | YouTube    | 《Adari TV》            | E01－06                              |
| 2020年3月28日－4月18日        | SBS        | 叢林的法則 - 巴拉望島篇 | 本篇下半部固定成員（第46回）         |

| 年份   | 日期             | 電視台    | 節目名稱                   | 備註                                  |
| 2016年 | 4月4日           | KBS2      | 《大國民脫口秀-你好》      |                                       |
| 2016年 | 6月15日          | MBC       | 《黃金漁場 Radio Star》    |                                       |
| 2016年 | 7月16日          | MBC       | 《我們結婚了》             | 演播室嘉賓                            |
| 2016年 | 9月15日          | MBC       | 《偶像料理王》             | 與恩熙                                |
| 2016年 | 9月18日          | KBS2      | 《Hello Friends》          | 與恩熙、秀斌                          |
| 2016年 | 10月8日          | KBS2      | 《演藝家中介》             | 與恩熙                                |
| 2017年 | 1月18日          | KBS2      | 《TRICK&TRUE》             | 與程瀟                                |
| 2017年 | 2月16日          | OnStyle   | 《Lipstick Prince》        | 與雪娥、EXY、苞娜、Luda、恩熙、程瀟   |
| 2017年 | 6月15日          | Comedy TV | 《新傢伙們》               |                                       |
| 2017年 | 8月24日          | KBS2      | 《歡樂在一起》             |                                       |
| 2017年 | 8月31日          | KBS2      | 《歡樂在一起》             |                                       |
| 2018年 | 2月8日           | JTBC      | 《昭宥xHani的Beauty View》 | 嘉賓，與恩熙、延靜共同拍攝            |
| 2018年 | 4月5日           | K Star    | 《食神之路4》              | EP04，與EXY共同出演                   |
| 2018年 | 4月7日           | SBS       | 《親愛的百年客人》         |                                       |
| 2018年 | 4月20日          | SBS       | 《白種元的胡同餐館》       |                                       |
| 2018年 | 5月10日          | K Star    | 《食神之路4》              | E09                                   |
| 2018年 | 5月17日          | Channel A | 《都市漁夫》               |                                       |
| 2018年 | 5月19日          | JTBC      | 《認識的哥哥》             |                                       |
| 2018年 | 5月27日          | SBS       | 《Running Man》            |                                       |
| 2018年 | 6月15日          | JTBC2     | 《對你著迷》               |                                       |
| 2018年 | 7月8日           | JTBC      | 《隱藏歌手》               | 與恩熙                                |
| 2018年 | 7月31日          | XtvN      | 《Cover Brothers》         |                                       |
| 2018年 | 9月6日及13日     | Mnet      | 《家訪老師》               | 嘉賓，與恩熙共同出演                  |
| 2018年 | 9月9日           | KBS2      | 《超人回來了》             | 與苞娜、延靜                          |
| 2018年 | 9月15日          | KBS2      | 《戰鬥旅行》               | 特別MC                                |
| 2018年 | 10月30日         | KBS2      | 《1 VS 100》               | 與Luda及恩熙共同拍攝                  |
| 2019年 | 1月12日          | tvN       | 《驚人的週六》             | 與Luda共同出演                        |
| 2019年 | 2月5日           | VLIVE     | 《會玩的哥哥》             | 與雪娥、秀斌、EXY共同出演             |
| 2019年 | 2月7日           | VLIVE     | 《會玩的哥哥》             | 與雪娥、秀斌、EXY共同出演             |
| 2019年 | 3月1日           | KBS2      | 《演藝家中介》             | 輔助MC                                |
| 2019年 | 7月6日           | KBS2      | 《Battle Trip》            | 與苞娜共同出演                        |
| 2019年 | 7月13日          | KBS2      | 《Battle Trip》            | 與苞娜共同出演                        |
| 2019年 | 7月30日          | JTBC2     | 《擺場女3》                |                                       |
| 2019年 | 11月2日及11月9日 | KBS2      | 《Battle Trip》            |                                       |
| 2019年 | 11月21日         | lifetime  | 《我的老師是同輩》         | 與EXY、雪娥、秀斌、夏天共同出演       |
| 2019年 | 11月28日         | JTBC      | 《怪癖的五兄弟》           | 與EXY、苞娜、Luda共同出演             |
| 2019年 | 12月7日          | sky Drama | 《We Play》                | 與EXY、雪娥、苞娜、秀斌、多願共同出演 |
| 2020年 | 10月11日         | MBC       | 《神秘音樂秀：蒙面歌王》   | 與Luda共同出演                        |
| 2020年 | 10月31日         | JTBC      | 《認識的哥哥》             | 與秀斌共同出演                        |
| 2020年 | 11月5日          | SBS       | 《上車吧》                 |                                       |

## 電台

### 固定出演
目前放送中

| 節目列表            | 節目列表      | 節目列表             | 節目列表           | 節目列表 |
| 放送日期            | 平台          | 電台名稱             | 備註               |          |
| ------------------- | ------------- | -------------------- | ------------------ | -------- |
| 2020年1月16日－至今 | 《Avergirls》 | 主持每週四播映節目   |                    |          |
| 2020年2月12日－至今 | KBS Cool FM   | 《鄭恩地的歌謠廣場》 | 每週三環節固定嘉賓 |          |

### 嘉賓出演
目前放送中

| 節目列表      | 節目列表   | 節目列表       | 節目列表 | 節目列表 |
| 放送日期      | 平台       | 電台名稱       | 備註     |          |
| ------------- | ---------- | -------------- | -------- | -------- |
| 2021年6月29日 | NAVER NOW. | 《SeulGi.zip》 | DJ: 瑟琪 |          |

## 外部連結
- 多榮的Instagram帳戶